# Краус, Аланна
Аланна Краус-Хэндли (англ. Alanna Kraus-Handley; род. 30 июня 1977, Абботсфорд, Британская Колумбия) — канадская шорт-трекистка, двукратный призёр Олимпийских игр в эстафете, чемпионка мира.

## Биография
Аланна Краус родилась в 1977 году в городе Абботсфорд в провинции Британская Колумбия. Заниматься шорт-треком Аланна Краус начала в 4 года в местном клубе Matsqui Blades. Она тренировалась в Калгари по программе Олимпийского овала с 1994 года.
В 1998 году она была принята в национальную команду и тренировалась под руководством Джонатана Кавара в центре производительности в Калгари. В ноябре 1999 года она дебютировала на Кубке мира. Уже на своем втором этапе впервые вышла в полуфинал на дистанциях 500 м и 1000 м. На чемпионате мира в Шеффилде Краус завоевал бронзовую медаль в эстафете. В следующем сезоне смогла завоевать бронзу на командном чемпионате мира в Минамиаики.
На этапе Кубка мира она выиграла дистанцию 500 м и завоевала свой первый пьедестал почета. В сезоне 2001/02 годов  Краус выиграла свою первую гонку на Кубке мира, а на чемпионате мира в Монреале и командном чемпионате мира в Милуоки она снова завоевала по бронзовой медали. Она прошла квалификацию на Олимпийские игры 2002 года в Солт-Лейк-Сити.
В 2002 году канадская шорт-трекистка выступила на своих первых Олимпийских играх в Солт-Лейк-Сити. 25-летняя спортсменка приняла участие во всех представленных дисциплинах. На 500-метровке Краус выбыла в полуфинале. В финале B канадская спортсменка стала первой и заняла итоговое 6-е место. На дистанции 1000 метров Краус вновь оказалась в утешительном финале, однако на этот раз спортсменка в своём забеге стала последней и в итоговом протоколе заняла 8-е место.
Дистанция 1500 метров стала для Краус довольно успешной. Канадская спортсменка уверенно пробилась в главный финал соревнований. В решающем забеге Краус упала, столкнувшись с китаянкой Ян Ян (S), которая затем была признана виновной и дисквалифицирована. В итоге Краус финишировала лишь 5-й, уступив остальным финалисткам более 30 секунд. Самого главного успеха на Играх Краус добилась в эстафетной гонке. В финале соревнований сборная Канады ничего не смогла противопоставить кореянкам, установившим новый мировой рекорд и сборной Китая, но, опередив почти на 6 секунд японских шорт-трекисток, сборная Канады завоевала бронзовые медали Олимпийских игр.
Сезон Кубка мира 2002/03 был для неё самым успешным. Она заняла в общей сложности шесть мест на пьедестале почета, включая победу в эстафете и второе место на дистанции 500 метров. В общем зачете Кубка мира она заняла шестое место на дистанциях 1000 м и 500 м, заняв второе и третье места. Завоевав серебряную медаль в эстафете, она завершила сезон на чемпионате мира в Варшаве. На чемпионате мира 2004 года в Гётеборге она была третьей на дистанции 1500 метров.
На командном чемпионате мира 2004 года в Санкт-Петербурге она с командой была в финале четвертой. Год спустя выиграла свой единственный титул чемпиона мира на чемпионате мира в Пекине, выиграв в эстафете. Также на командном чемпионате мира в Чхунчхоне она завоевала бронзовую медаль. Олимпийский сезон 2005/06 года снова был успешным для Краус. На Кубке мира она выиграла три подиума.
На зимних Олимпийских играх в Турине Краус выступила только в одной индивидуальной дисциплине. На 500-метровке канадская спортсменка выбыла в четвертьфинале, заняв итоговое 9-е место. В эстафете канадские конькобежки, как и 4 года назад, смогли пробиться в финал. В решающем забеге канадки на равных сражались с корейскими шорт-трекистками, и только на самом финише азиатские спортсменки смогли вырвать победу, установив при этом новый мировой рекорд. Сборная Канады в итоге уступила сборной Южной Кореи 0,296 с.
В том же 2006 году на чемпионате мира в Миннеаполисе завоевала серебро в составе эстафеты и на командном чемпионате мира в Монреале выиграла вместе со своими товарищами по команде бронзу. Из-за травмы она пропустила весь следующий сезон и тогда не смогла попасть в состав сборной на этапы Кубка мира и международные чемпионаты. В 2008 году спортсменка объявила о завершении спортивной карьеры.
В 2004 году Аланна Краус была включена в зал спортивной славы города Абботфорд. После завершения карьеры Краус работала тренером по фигурному катанию в родном Абботсфорде. Вышла замуж за Глена Хэндли и родила двоих детей. В октябре 2012 года была включена в список чемпионов Олимпийского овала.  С 2018 года работает тренером в клубе конькобежного спорта Доллар-де-Ормо (DDO), где и тренирует своего сына.